# اوبری بلدسویی
اوبری بلدسویی (انگلیسی: Aubrey Bledsoe؛ زادهٔ ۲۰ نوامبر ۱۹۹۱) بازیکن فوتبال اهل ایالات متحده آمریکا است.
از باشگاه‌هایی که در آن بازی کرده‌است می‌توان به باشگاه فوتبال اورلندو پراید، باشگاه فوتبال اورنج کانتی بلوز، اسکای بلو اف‌سی، و واشینگتن اسپیریت اشاره کرد.
وی همچنین در تیم‌های ملی فوتبال زیر ۲۳ سال زنان ایالات متحده آمریکا و زنان ایالات متحده آمریکا بازی کرده‌است.